# Milikanov eksperiment
Milikanov eksperiment je eksperiment u kojem je R. A. Milikan (1909) pomoću kapljica ulja raspršenih u homogenom električnom polju odredio elementarni električni naboj. Aparatura eksperimenta sastoji se od dve komore koje se nalaze jedna na drugoj. Dno i vrh donje komore spojeni su na izvor električnog napona i čine električni kondenzator. Prostor između ploča kondenzatora može se obasjati rendgenskim zračenjem. Raspršivač ulja ubacuje laganu maglu sitnih uljnih kapljica u gornju komoru. Neke od kapljica kroz kružni otvor padaju u donju komoru i ulaze u homogeno električno polje kondenzatora. Tu uz pomoću rendgenskoga zračenja bivaju negativno jonizovane. Električno polje deluje na kapljice ulja prema gore intenzitetom koji zavisi od toga koliko su naelektrisane. Milikan je pomoću mikroskopa merio zapremine kapljica i posmatrao njihovo kretanje. Menjajući električni napon na pločama kondenzatora mogao je da promeni brzinu kretanja kapljica i da ih zaustavi.
Kada kapljica ulja lebdi u električnom polju, sve su sile koje deluju na nju u ravnoteži:
{\displaystyle F_{el}+F_{uz}=F_{g}}
gde je:  - električna sila,  - uzgon,  - gravitacija na površini Zemlje, Q - električni naboj na kapljicama ulja, U - električni napon između kondenzatorskih ploča, d - razmak između kondenzatorskih ploča, ρzraka - gustina vazduha, ρulja - gustina ulja, g - gravitaciono ubrzanje, V - zapremina kapljice. Naboj kapljice ulja može se izračunati:
{\displaystyle Q={\frac {V\cdot g\cdot d\cdot (\rho _{ulja}-\rho _{vazduha})}{U}}\ }
Milikan je nakon četiri godine merenja i unapređivanja eksperimenta spoznao da se električni naboj na kapljicama menja skokovito i da je električni naboj svake kapljice ulja umnožak prirodnoga broja N i najveće zajedničke mere električnoga naboja  = 1,592 · 10–19  (Milikanov elementarni naboj) : . Milikanov iznos elementarnog naboja je za 1% manji od savremeno izmerene vrednosti (1,602 · 10–19 ).

## Atomizam elektriciteta
Prihvatanje atomističke hipoteze nužno je dovelo do zamisli da se i elektricitet mora sastojati od određenih sićušnih delova. Atomistička struktura elektriciteta prvi put se očitovala u elektrolitskim pojavama.
Poznato je da je čista voda vrlo slab provodnik električne struje. Međutim ako se u njoj rastvori neka so ili kiselina, tada je rastvor vrlo dobar električni provodnik. Električne struje u rastvorima povezane su sa hemijskim rastvaranjem soli ili kiseline. Dok teče struja između negativno naelektrisane katode i pozitivno naelektrisane anode, koje su uronjene u tečnost, na katodi i anodi izlučuju se komponente koje sačinjavaju so ili kiselinu. Tako kod elektrolize kuhinjske soli NaCl, natrijum odlazi ka katodi, a hlor ka anodi. Za razumevanje elektrolitskih pojava važno je opažanje da električne struje teku kroz rastvor već na najmanjem električnom naponu između katode i anode. Odatle proizlazi da molekuli soli i kiselina moraju već unapred biti rastavljeni na pozitivne i negativne delove. Kada se uključi neki električni napon, on samo prenosi pozitivne čestice prema katodi, a negativne prema anodi. Naelektrisani delovi molekula koji se kreću rastvorom zovu se Arenijusovi joni. To mogu biti i atomi, kao što je to slučaj kod elektrolize kuhinjske soli, ili grupe atoma.
Faradej je eksperimentalnim ispitivanjima 1832. godine utvrdio osnovne zakone elektrolize, koji objašnjeni preko atoma, kažu da isti broj atoma jednovalentnih elemenata nosi sa sobom jednaku količinu elektriciteta. Potrebna je ista količina elektriciteta da se iz rastvora izluči 1 gram vodonika (H), 23 grama natrijuma (Na), 35,5 grama hlora (Cl) i 197,2 grama zlata (Au). Međutim te se količine odnose zaista kao atomske težine tih hemijskih elemenata. Faradajeva konstanta, to jest količina elektriciteta koju prenosi Avogadrov broj atoma, jednaka je:
{\displaystyle F=96\,485,332\,12\,{\frac {\mathrm {C} }{\mathrm {mol} }}}
Taj se rezultat eksperimenta može najbolje protumačiti pretpostavkom da na svaki atom dolazi jedinična količina elektriciteta. Ta temeljna količina elektriciteta pomnožena Avogadrovim brojem  jednaka je tada Faradajevoj konstanti:
{\displaystyle F\,=\,e\cdot N_{A}}
Odatle se dobija da je najmanji električni naboj jednak e = 1,602 176 634 × 10−19 . Tu osnovnu količinu elektriciteta prvi je uveo Džordž Stoni. Ona je osnovna konstanta fizike i elektrohemije.
Joni mogu biti pozitivno i negativno nelektrisani. Njihov najmanji električni naboj može biti + e ili - e. Međutim pored toga mogu joni često imati i naboj 2∙e, 3∙e, i tako dalje. Elektricitet se pojavljuje uvek kao celi broj Stonijeve elementarne količine naboja. Elektricitet se uočava po silama koja vladaju između naelektrisanih tela. Trenje je najpoznatiji način naelektrisavanja. Analiza sila koje vladaju između tela u takvom stanju neposredno dovodi do pretpostavke o električnom naboju i električnom polju.
R. A. Milikan je pronašao tačnu metodu po kojoj se mogu ispitivati sile na sasvim sićušnim česticama materije. Parafinsko ulje rasprši se u sitne, tek mikroskopski vidljive kapljice. Svaka kapljica ponese sa sobom određenu količinu elektriciteta. Te kapljice stavljaju se između ploča električnog kondenzatora. Ako same ploče nisu naelektirsane, kapljice padaju prema dole. Na njih deluje sila teže. Ako se ploče naelektrišu, kapljice ulja prestaju da jednoliko padaju. Neke se počinju dizati, druge padaju sporije ili brže. Očito je da je električno stanje koje potiče od naelektrisanih ploča kondenzatora jednako u čitavom prostoru kondenzatora. Budući da na kapljice deluju različite sile, one se moraju među sobom razlikovati svojim vlastitim električnim stanjem. Kapljice ulja imaju različiti električni naboj, pa zato na njih deluju slabije ili jače električne sile. Sila na svaku kapljicu može se prikazati kao umnožak dva činioca: prvi je činilac električni naboj kapljice, drugi je činilac određen prirodom kondenzatora - to je električno polje kondenzatora. Ova dva činioca su nezavisna, što se vidi se kad se pojačava ili oslabljuje električni naboj kondenzatora. Tada sila na sve kapljice ulja raste ili pada za isti činilac. Električni naboj se označava sa e, a električno polje sa E, te se sila F možemo izraziti u obliku:
{\displaystyle \mathbf {F} =e\cdot \mathbf {E} }
Ako se stavi naboj e jednak 1, tad je iznos sile jednak polju E. Električno polje, prema tome, jednako je sili na jedinicu pozitivnog električnog naboja. U kondenzatoru koji stoji vodoravno, električno polje ima smer prema gore ili prema dole, već prema tome da li gornja ploča kondenzatora ima negativan ili pozitivan naboj. Smer električnog polja daje sila na pozitivnom naboju. Kao pozitivan naboj uzet je naboj natrljanog staklenog štapa, kojim se na primer može naelektrisati gornja ploča kondenzatora.
Da se kapljicama ulja mora pripisati pozitivan ili negativan naboj, vidi se iz toga što neke bivaju u kondenzatoru ubrzane prema gore, neke prema dolje. Ako je gornja ploča kondenzatora naelektrisana pozitivno, a donja negativno, tada električno polje ima smer prema dole. Ono, dakle, pozitivno naelektrisane kapljice ulja ubrzava prema dole, a negativno naelektisane kapljice diže prema gore.
Milikanov eksperiment služi za tačno određivanje naboja. Ako se posmatra neka naelektrisana kapljica između ploča kondenzatora. Pod uticajem sile teže ona pada dole. Električni naboj se može tako menjati da električna sila drži ravnotežu sili teži. Polje kondenzatora vuče kapljicu silom e∙E prema gore, a sila m∙g prema dole. U slučaju da kapljica lebdi slobodno, važi jednačina ravnoteže:
{\displaystyle m\cdot g=e\cdot E}
Masa kapljica ulja je poznata jer se zna gustina ulja i prečnik kapljica, a električno polje se može lako meriti. Iz gornje jednačine se može izračunati električni naboj kapljica ulja. Milikan je našao da je električni naboj kapljice uvek jednak celom broju Stonijevog elementarnog naboja. Obasjavajući zracima, može se sasvim malo menjati naboj. Tada se opaža da takva promena iznosi uvek najmanje jednu elementarnu količinu naboja, ili dve, tri, i tako dalje. Time su Milikanovi eksperimenti nedvosmisleno utvrdili atomsku strukturu elektriciteta.
Analiza električnih sila dovodi do zaključka da u električnim pojavama postoje dva različita činioca: električni naboj i električno polje. Električni naboj javlja se kao svojstvo čestica, a električno polje se uočava u prostoru oko električnih tela, dakle, oko električnih naboja. Ako neki električni naboj dođe u prostor, gde vlada neko električno polje, on biva ubrzan ili usporen. Sila se može prikazati kao umnožak električnog naboja i spoljašnjeg električnog polja. Veza između naboja i polja je jednostavna.
Pored električnih polja potrebno je uvesti i električni napon U. Kad se pokreće neki električni naboj u električnom polju, vrši se mehanički rad. Ako se uzme na primer da se pozitivni naboj pomera od negativne do pozitivne ploče kondenzatora. Na naboj deluje sila e∙E, pa se pri pomaku d vrši rad e∙E∙d. Električni napon kondenzatora U jednak je radu jediničnog naboja na putu od jedne ploče do druge:
{\displaystyle U=E\cdot d}
U praksi se obično zna električni napon između ploča kondenzatora. Električno polje se može tada proračunati:
{\displaystyle E={\frac {U}{d}}\ }
Pri datom naponu, na primer napona električnih vodova mreže, električno polje je to jače, što su ploče kondenzatora bliže.
Podesno je uvesti i električni napon između bilo koje dve tačke u prostoru gde vlada električno polje. Električni napon između dve tačke jednak je generalno radu koji se vrši kad se jedinični pozitivni naboj pomeri od jedne tačke do druge. Ako se uzme specijalno jedna tačku ili neka površina kao stalna (na primer tlo ili neka metalnu ploča ili beskrajno daleka tačka), to je električni napon funkcija od druge tačke prostora. Tako shvaćen električni napon zvaće se električnim potencijalom i tom potencijalu može se dodeliti vrednost nula u čvrstoj tačci ili na čvrstoj ploči. Potencijal se označva slovom V. U svakoj tački prostora električni naboj e ima potencijalnu energiju e∙V. Merna jedinica električnog napona je 1 volt (V).

## Literatura
- Serway, Raymond A.; Faughn, Jerry S. (2006). Holt: Physics. Holt, Rinehart and Winston. ISBN 0-03-073548-3.
- Thornton, Stephen T.; Rex, Andrew (2006). Modern Physics for Scientists and Engineers (3rd изд.). Brooks/Cole. ISBN 0-495-12514-8.
- Serway, Raymond A.; Jewett, John W. (2004). Physics for Scientists and Engineers (6th изд.). Brooks/Cole. ISBN 0-534-40842-7.
- Millikan R. A. (1913). „On the elementary electrical charge and the Avogadro constant” (PDF). Physical Review. Series II. 2 (2): 109–143. Bibcode:1913PhRv....2..109M. doi:10.1103/PhysRev.2.109. Архивирано из оригинала (PDF) 20. 06. 2015. г. Приступљено 23. 06. 2019. Paper by Millikan discussing modifications to his original experiment to improve its accuracy.
- Hudspeth, Paul (2000). „A search for free quarks in the micro gravity environment of the International Space Station”. AIP Conference Proceedings. 504: 715—722. doi:10.1063/1.1302567.  A variation of this experiment has been suggested for the International Space Station.
- Perry, Michael F. (2007). „Remembering the oil-drop experiment” (PDF). Physics Today. 60 (5): 56—60. doi:10.1063/1.2743125. Архивирано из оригинала (PDF) 03. 03. 2016. г. Приступљено 23. 06. 2019.